# SSRN
SSRN前身是社會科學研究網（Social Science Research Network），是一个與社会科学和人文學科等领域有關的学术研究预印本典藏資料庫，成立於1994年。愛思唯爾于2016年5月从社会科学电子出版公司（Social Science Electronic Publishing Inc.）手中收购了SSRN。

## 外部鏈接
- 官方网站